# Zakuro
Zakuro (jap. ざくろ, ザクロ) – żeńskie imię japońskie.

## Możliwa pisownia
Zakuro można zapisać, używając wielu różnych znaków kanji i może znaczyć m.in.:
- 柘榴, „granat”
- 座紅露, „siedzenie, czerwony, rosa”

## Fikcyjne postacie
- Zakuro, główna bohaterka mangi i anime Otome Yōkai Zakuro
- Zakuro Fujiwara (ざくろ), jedna z głównych bohaterek mangi i anime Tokyo Mew Mew
- Zakuro Mitsukai (ザクロ), bohaterka mangi i anime Bokusatsu Tenshi Dokuro-chan